# Linee filoviarie tedesche
Lista di linee filoviarie in Germania.
| Stato                            | Linea o rete                   | Apertura        | Chiusura | Note                                                         |
| -------------------------------- | ------------------------------ | --------------- | -------- | ------------------------------------------------------------ |
| Amburgo                          | Blankenese-Marienhöhe          | 1911            | 1914     |                                                              |
| Amburgo                          | Amburgo                        | 1949            | 1958     |                                                              |
| Assia                            | Darmstadt                      | 1944            | 1963     |                                                              |
| Assia                            | Francoforte sul Meno           | 1944            | 1959     |                                                              |
| Assia                            | Gießen                         | 1941            | 1968     |                                                              |
| Assia                            | Kassel                         | 1944            | 1962     |                                                              |
| Assia                            | Marburgo                       | 1951            | 1968     |                                                              |
| Assia                            | Offenbach am Main              | 1951            | 1972     |                                                              |
| Assia                            | Wiesbaden                      | 1948            | 1961     |                                                              |
| Baden-Württemberg                | Baden-Baden                    | 1949            | 1971     |                                                              |
| Baden-Württemberg                | Esslingen am Neckar            | 1944            |          |                                                              |
| Baden-Württemberg                | Heilbronn-Böckingen            | 1911            | 1916     |                                                              |
| Baden-Württemberg                | Heilbronn                      | 1951            | 1960     |                                                              |
| Baden-Württemberg                | Ludwigsburg                    | 1910            | 1926     |                                                              |
| Baden-Württemberg                | Mannheim                       | 1930            | 1931     | Impianto sperimentale                                        |
| Baden-Württemberg                | Pforzheim                      | 1951            | 1969     |                                                              |
| Baden-Württemberg                | Rastatt                        | 1979            | ?        | Impianto sperimentale                                        |
| Baden-Württemberg                | Ulma                           | 1947            | 1973     |                                                              |
| Bassa Sassonia                   | Hannover                       | 1937            | 1958     |                                                              |
| Bassa Sassonia                   | Hildesheim                     | 1943            | 1969     |                                                              |
| Bassa Sassonia                   | Oldenburg (Oldenburg)          | 1936            | 1957     |                                                              |
| Bassa Sassonia                   | Osnabrück                      | 1949            | 1968     |                                                              |
| Bassa Sassonia                   | Wilhelmshaven                  | 1943            | 1960     |                                                              |
| Bassa Sassonia                   | Wilhelmshaven-Jever            | 1944            | 1954     |                                                              |
| Baviera                          | Augusta                        | 1943            | 1959     |                                                              |
| Baviera                          | Landshut                       | 1948            | 1966     |                                                              |
| Baviera                          | Monaco di Baviera              | 1948            | 1966     |                                                              |
| Baviera                          | Norimberga (I)                 | 1931            | 1931     | Impianto sperimentale                                        |
| Baviera                          | Norimberga (II)                | 1935            | 1935     | Impianto sperimentale                                        |
| Baviera                          | Norimberga (III)               | 1948            | 1962     |                                                              |
| Baviera                          | Ratisbona                      | 1953            | 1963     |                                                              |
| Berlino                          | Electromote                    | 1882            | 1882     | Impianto sperimentale                                        |
| Berlino                          | Niederschöneweide-Johannisthal | 1904            | 1905     |                                                              |
| Berlino                          | Steglitz                       | 1912            | 1914     |                                                              |
| Berlino                          | Berlino (rete di Spandau)      | 1933            | 1952     |                                                              |
| Berlino                          | Berlino (rete di Steglitz)     | 1935            | 1965     |                                                              |
| Berlino                          | Berlino (Est)                  | 1951            | 1973     |                                                              |
| Brandeburgo                      | Eberswalde (I)                 | 1901            | 1901     |                                                              |
| Brandeburgo                      | Eberswalde (II)                | 1940            |          |                                                              |
| Brandeburgo                      | Potsdam                        | 1949            | 1995     |                                                              |
| Brema                            | Bremen-Arster Bahn             | 1910            | 1916     |                                                              |
| Brema                            | Parkbahn                       | 1910            | 1911     |                                                              |
| Brema                            | Rete filoviaria di Brema       | 1949            | 1961     |                                                              |
| Brema                            | Rete filoviaria di Bremerhaven | 1947            | 1958     |                                                              |
| Renania-Palatinato               | Ahrweiler                      | 1906            | 1917     |                                                              |
| Renania-Palatinato               | Coblenza                       | 1941            | 1970     |                                                              |
| Renania-Palatinato               | Idar-Oberstein                 | 1932            | 1969     |                                                              |
| Renania-Palatinato               | Kaiserslautern                 | 1949            | 1985     |                                                              |
| Renania-Palatinato               | Magonza                        | 1946            | 1967     |                                                              |
| Renania-Palatinato               | Neuwied                        | 1949            | 1963     |                                                              |
| Renania-Palatinato               | Pirmasens                      | 1941            | 1967     |                                                              |
| Renania-Palatinato               | Treviri                        | 1940            | 1970     |                                                              |
| Renania Settentrionale-Vestfalia | Aquisgrana                     | 1944            | 1974     |                                                              |
| Renania Settentrionale-Vestfalia | Bielefeld                      | 1944            | 1978     |                                                              |
| Renania Settentrionale-Vestfalia | Bochum                         | 1949            | 1959     |                                                              |
| Renania Settentrionale-Vestfalia | Bonn                           | 1951            | 1971     |                                                              |
| Renania Settentrionale-Vestfalia | Colonia                        | 1950            | 1959     |                                                              |
| Renania Settentrionale-Vestfalia | Dortmund                       | 1942            | 1967     |                                                              |
| Renania Settentrionale-Vestfalia | Essen (I)                      | 1949            | 1959     |                                                              |
| Renania Settentrionale-Vestfalia | Essen (II)                     | 1983            | 1995     |                                                              |
| Renania Settentrionale-Vestfalia | Gummersbach                    | 1948            | 1962     |                                                              |
| Renania Settentrionale-Vestfalia | Krefeld                        | 1949            | 1964     |                                                              |
| Renania Settentrionale-Vestfalia | Mettmann-Gruiten               | 1930            | 1954     |                                                              |
| Renania Settentrionale-Vestfalia | Minden                         | 1953            | 1965     |                                                              |
| Renania Settentrionale-Vestfalia | Moers                          | 1950            | 1968     |                                                              |
| Renania Settentrionale-Vestfalia | Monheim-Langenfeld             | 1904            | 1908     |                                                              |
| Renania Settentrionale-Vestfalia | Münster                        | 1949            | 1968     |                                                              |
| Renania Settentrionale-Vestfalia | Neuss                          | 1948            | 1959     |                                                              |
| Renania Settentrionale-Vestfalia | Rheydt                         | 1952            | 1973     |                                                              |
| Renania Settentrionale-Vestfalia | Siegen                         | 1941            | 1969     |                                                              |
| Renania Settentrionale-Vestfalia | Solingen                       | 1952            |          |                                                              |
| Renania Settentrionale-Vestfalia | Wuppertal                      | 1949            | 1972     |                                                              |
| Renania Settentrionale-Vestfalia | Veischedetalbahn               | 1904            | 1916     |                                                              |
| Saarland                         | Neunkirchen                    | 1953            | 1964     |                                                              |
| Saarland                         | Saarbrücken                    | 1948            | 1964     |                                                              |
| Saarland                         | Völklingen                     | 1950            | 1967     |                                                              |
| Sassonia                         | Bielatalbahn                   | 1901            | 1904     |                                                              |
| Sassonia                         | Dresdner Haide-Bahn            | 1903            | 1904     |                                                              |
| Sassonia                         | Dresda                         | 1947            | 1975     |                                                              |
| Sassonia                         | Hoyerswerda                    | 1989            | 1994     |                                                              |
| Sassonia                         | Lipsia                         | 1912            | 1912     | Impianto dimostrativo interno all'Esposizione Elettrotecnica |
| Sassonia                         | Lipsia                         | 1938            | 1975     |                                                              |
| Sassonia                         | Zwickau                        | 1938            | 1977     |                                                              |
| Sassonia-Anhalt                  | Magdeburgo                     | 1951            | 1970     |                                                              |
| Schleswig-Holstein               | Flensburgo                     | 1943            | 1957     |                                                              |
| Schleswig-Holstein               | Kiel                           | 1944            | 1964     |                                                              |
| Turingia                         | Erfurt                         | 1948            | 1975     |                                                              |
| Turingia                         | Gera                           | 1939            | 1957     |                                                              |
| Turingia                         | Greiz                          | 1945            | 1969     |                                                              |
| Turingia                         | Suhl-Zella-Mehlis              | 1989 (prevista) | -        | Mai attivata                                                 |
| Turingia                         | Weimar                         | 1948            | 1993     |                                                              |